# Gli uomini verdi
Gli uomini verdi (sottotitolo Dramma sottomarino di Yambo) è una serie a fumetti italiana di avventura e fantascienza scritta e disegnata da Yambo, pubblicata in 17 puntate sulla rivista di fumetti Topolino da agosto a dicembre 1935, prima serie originale di fantascienza a fumetti pubblicata da un autore italiano.
L'autore riprende il tema del ritrovamento della civiltà perduta di Atlantide del suo celebre romanzo Atlantide. I figli dell'abisso del 1901.

## Trama
Pippo Bietta, palombaro viareggino, si incontra per combinazione col celebre professore Gianni Bum alle Azzorre. Questo professore, allo scopo di recuperare il tesoro di una nave, il Nadir, colata a picco nell'Atlantico, ha ideati e fatti costruire appositi apparecchi per l'esplorazione delle grandi profondità oceaniche.
Mentre, munito di uno scafandro  inventato da Bum, Pippo cerca di afferrare una grossa perla, viene attanagliato dalla conchiglia e liberato dalla stretta da uno strano essere verde che uccide il mollusco con un raggio misterioso.
In una batisfera, Pippo e il professore si calano poi nel punto dov'è affondato il Nadir. Muniti di appositi scafandri, escono dalla batisfera, ma si trovano avvolti nelle tenebre. Strani esseri verdi li salvano e conducono all'asciutto, nei regni sottomarini di Radiano, signore delle Grotte. Questo bizzarro individuo, dotato di prodigi tecnologici, ha addomesticato i misteriosi Esseri Verdi.
Dal regno di Radiano, Pippo Bietta e il professore Gianni riprendono le loro esplorazioni sottomarine. Tuttavia il sovrano degli abissi sottomarini non vuole che i due si allontanino mai più dal suo regno. Egli, grazie alle sue prodigiose macchine, ha ridestato da un sonno millenario Lia, principessa delle acque profonde, da una tomba atlantidea, ed è deciso a sposare la bellissima donna, anche se contro la volontà di lei.

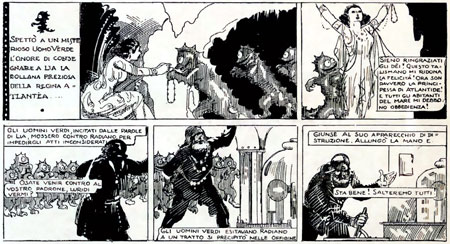
Alcune vignette de Gli uomini verdi

Per sottrarsi all'odiosa tirannia di Radiano e ricuperare la libertà, il professore, la principessa e Pippo complottano tra di loro. Pippo, immergendosi, riesce a trovare, in una tomba della sommersa Atlantide, una misteriosa collana. Riavuta l'antica collana, Lia può finalmente reclamare le prerogative di regina di Atlantide e comandare gli Uomini Verdi.
Pippo si traveste da Uomo Verde e induce i mostri marini a ribellarsi a Radiano, ma subito una formidabile eruzione sottomarina manda all'aria la reggia, distruggendo il regno sottomarino di Radiano. I superstiti si ritrovano su di uno scoglio in pieno Atlantico e, dopo alcune peripezie, Pippo e il professor Bum riescono a imbarcarsi sulla nave carica d'oro del professore. Radiano tuttavia, col suo potere ipnotico, ha attirato la principessa Lia a bordo di un suo sottomarino, ma giungono Bietta e il professore a salvarla con la loro nave. Gli Uomini Verdi difendono la principessa, a loro sacra. Infine al sicuro, Pippo e Lia si fidanzano.

## Personaggi
- Pippo Bietta, giovane avventuriero ed esploratore di Viareggio. Si tratta di un personaggio già comparso nel 1920 nella striscia a fumetti di Yambo per il quotidiano La Nazione (edizione pomeridiana del giovedì) dal titolo Le avventure di Lasagna e Pippo Bietta.[3]
- Professor Gianni Bum, celebre scienziato e inventore
- Radiano, signore delle Grotte dei regni sottomarini
- Lia, principessa delle acque profonde

## Episodi
I 17 episodi erano costituiti ciascuno da una tavola. Solo la prima metà degli episodi è stata pubblicata a colori.
1. Parte prima, La perla gigantesca, su Topolino, 25 agosto 1935, anno IV, n.139.
2. Parte seconda, su Topolino, 1 settembre 1935, anno IV, n.140.
3. Parte terza, Il tesoro del Nadir, su Topolino, 8 settembre 1935, anno IV, n.141.
4. Parte quarta, Negli abissi del mare, su Topolino, 15 settembre 1935, anno IV, n.142.
5. Parte quinta, Salvati dai mostri verdi!, su Topolino, 22 settembre 1935, anno IV, n.143.
6. Parte sesta, I regni abissali di Radiano, su Topolino, 29 settembre 1935, anno IV, n.144.
7. Parte settima, Lia, principessa delle acque profonde, su Topolino, 6 ottobre 1935, anno IV, n.145.
8. Parte ottava, su Topolino, 13 ottobre 1935, anno IV, n.146.
9. Parte nona, La lotta contro i Palombari - Ladri, su Topolino, 20 ottobre 1935, anno IV, n.147.
10. Parte decima, su Topolino, anno IV, n.148.
11. Parte undicesima, su Topolino, anno IV, n.149.
12. Parte dodicesima, su Topolino, anno IV, n.150.
13. Parte tredicesima, su Topolino, anno IV, n.151.
14. Parte quattordicesima, Pippo, uomo verde, su Topolino, 24 novembre 1935, anno IV, n.152, pag. 6.
15. Parte quindicesima, Pippo Bietta e i polipi, su Topolino, 1 dicembre 1935, anno IV, n.153.
16. Parte sedicesima, Il richiamo misterioso, su Topolino, 8 dicembre 1935, anno IV, n.154.
17. Parte diciassettesima, Pippo e Lia fidanzati, su Topolino, 15 dicembre 1935, anno IV, n.155.

## Edizioni
- Gli uomini verdi, in Topolino, dal n. 139 del 25 agosto 1935 al n. 155 del 15 dicembre 1935, Mondadori.
- Prima edizione in albo: Yambo, I fumetti amatoriali n. 2, Luigi F. Bona Editore, Milano, luglio 1975.